# دیوید جانسون (بازیکن فوتبال، زاده ۱۹۷۶)
دیوید جانسون (انگلیسی: David Johnson؛ زادهٔ ۱۵ اوت ۱۹۷۶) بازیکن فوتبال اهل بریتانیا است.
از باشگاه‌هایی که در آن بازی کرده‌است می‌توان به باشگاه فوتبال ناتینگهام فارست، باشگاه فوتبال هاکنال تاون، باشگاه فوتبال برنلی، باشگاه فوتبال بری، باشگاه فوتبال شفیلد یونایتد، باشگاه فوتبال منچستر یونایتد، باشگاه فوتبال ایپسویچ تاون، و باشگاه فوتبال شفیلد ونزدی اشاره کرد.
وی همچنین در تیم‌های ملی فوتبال England national football B team و جامائیکا بازی کرده‌است.